# Megachile nigribarbis
Megachile nigribarbis är en biart som beskrevs av Joseph Vachal 1909. Megachile nigribarbis ingår i släktet tapetserarbin, och familjen buksamlarbin. Inga underarter finns listade i Catalogue of Life.